# Zonorhynchus seminascatus
Zonorhynchus seminascatus är en plattmaskart som beskrevs av Tor Karling 1956. Zonorhynchus seminascatus ingår i släktet Zonorhynchus och familjen Cicerinidae. Arten är reproducerande i Sverige. Inga underarter finns listade i Catalogue of Life.